# Herbert Bopp

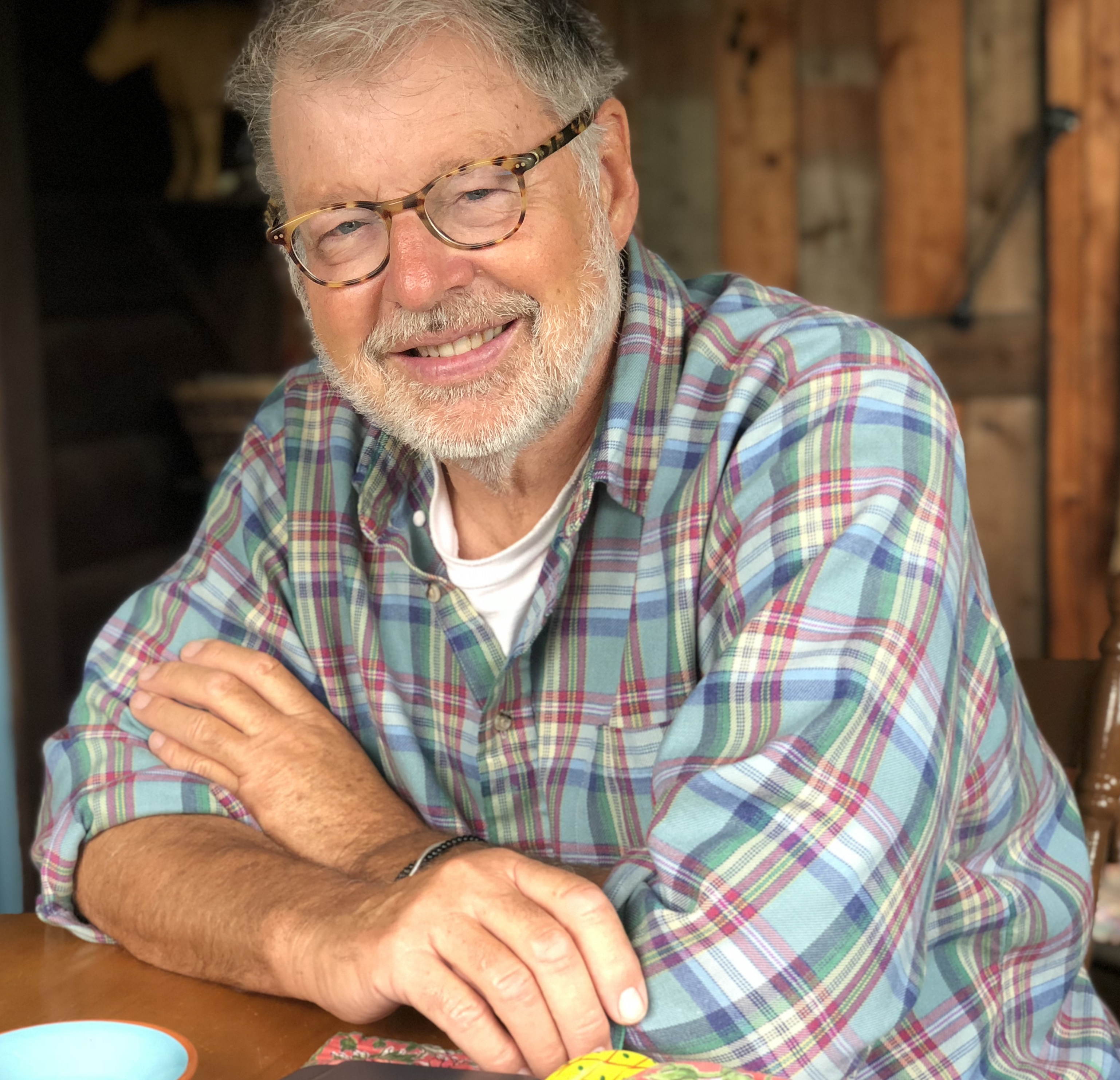
Herbert Bopp (Foto: Herbycon)

Herbert Bopp (* 12. Februar 1949 in Ummendorf, Landkreis Biberach an der Riß) ist ein deutscher Journalist und Blogger. Er wohnt seit Oktober 1982 als freier Korrespondent (Hörfunk, Fernsehen, Internet) in Montreal und berichtete vorwiegend über Kanada und Alaska, aber auch aus anderen Teilen der Welt.

## Leben
Bopp besuchte von 1959 bis 1965 das Wieland-Gymnasium in Biberach an der Riß. Anschließend absolvierte er bis 1968 eine Schriftsetzerlehre bei der Schwäbischen Zeitung, die zur Biberacher Verlagsdruckerei gehörte. Es schloss sich ein zweijähriges Redaktions-Volontariat bei der Waiblinger Kreiszeitung an, für die er von 1970 bis 1973 als Redakteur arbeitete.
Im Dezember 1973 wanderte Herbert Bopp nach Kanada aus. Dort arbeitete er bis 1976 als stellvertretender Chefredakteur beim Kanada Kurier, einer deutschsprachigen Wochenzeitung mit Sitz in Winnipeg.
1976 kehrte er nach Deutschland zurück und arbeitete als Redakteur bei der Schwäbischen Zeitung in Leutkirch im Allgäu, zunächst in der überregionalen Redaktion „Landesüberblick“, danach als Polizei- und Gerichtsreporter in der Redaktion Ulm. 1978 bis 1980 war er in leitender Stellung bei der Badischen Zeitung, Redaktion Weil am Rhein, tätig.
Ende 1980 wanderte er ein zweites Mal nach Kanada aus und war nochmals zwei Jahre lang als Reporter und stellvertretender Chefredakteur beim Kanada Kurier beschäftigt. Ende 1982 zog er nach Montreal um und eröffnete dort ein Redaktionsbüro. Es folgten Jahre als Produzent und Sprecher bei Radio Canada International, dem Auslandssender der Canadian Broadcasting Corporation (CBC) sowie Tätigkeiten als freier Korrespondent.
Von 2002 bis 2014 bildete Bopp Journalisten im Online-Bereich aus. Seine Lehrtätigkeit übte er vorwiegend für den Westdeutschen Rundfunk (WDR) aus, aber auch für zahlreiche andere Sender der ARD.
Seit seinem Abschied aus dem tagesaktuellen Journalismus verbringt Herbert Bopp die erste Jahreshälfte regelmäßig in Palma de Mallorca. Dort ist er als Blogger und Buchautor tätig.

## Auszeichnungen
Die RIAS Berlin Kommission hat Herbert Bopp für seine „besonders innovative Internet-Berichterstattung“ über die Terroranschläge am 11. September 2001 in den USA mit dem New Media Award ausgezeichnet. Sein „New Yorker Tagebuch“ veröffentlichten der WDR und tagesschau.de auf ihren Internetseiten.